# مختار الوكيل
مختار الوكيل (1329- 1409 هـ / 1911 - 1988م) شاعر مصري عضو جماعة أبولو. 

## سيرته
ولد في مدينة أجا بمحافظة الدقهلية لدلتا مصر، وتوفي في القاهرة. عاش في مصر، وإنجلترا، وفرنسا، وسويسرا، وزار عددًا من البلاد العربية.
حفظ أجزاء من القرآن الكريم في الكُتّاب، ثم أنهى تعليمه الابتدائي بمدرسة الحسينية الابتدائية (القاهرة)، والتحق بالقسم الإعدادي في الجامعة الأمريكية بالقاهرة التي كان يعدّ للدراسة العالية بها، وقد مكنته طبيعة الدراسة في هذه الجامعة من اللغة الإنجليزية، ثم أتم الدراسة الثانوية بمدرسة المنصورة الثانوية، التحق بعدها بكلية الحقوق بالقاهرة.
سافر إلى إنجلترا للدراسة في جامعة مانشيستر (1936)، ليحرز درجة معادلة لدرجة البكالوريوس من كلية الآداب، ولكن لظروف الحرب العالمية الثانية لم يتابع دراسته وعاد إلى مصر، وفي عام 1950 حصل على الدكتوراه في الصحافة من إحدى الجامعات الفرنسية. عمل صحفيًا إبان سنوات الحرب، وحينما أنشئت الجامعة العربية (1945)، عمل فيها وكيلاً للجنة الثقافة التي كان يرأسها طه حسين، ثم رأس معهد المخطوطات والإدارة الاقتصادية، وفي عام 1956 عُيِّن نائبًا لرئيس الوفد الدائم للجامعة العربية لدى المقر الأوربي في جنيف، ثم تولى رياسة الوفد عام 1962، وفي أثناء ذلك أنشأ وترأس المركز الثقافي العربي.
كان عضوًا في جماعة أبولو منذ إنشائها عام 1932، وفي لجنة الشعر بالمجلس الأعلى لرعاية الفنون والآداب والعلوم الاجتماعية، إلى جانب عضويته في لجنة النصوص بالإذاعة المصرية، وفي المجالس القومية المتخصصة، واتحاد الكُتّاب الدولي. أنشأ «رابطة أبولو الجديدة» عام 1982، وأسندت إليه رياستها في مناسبة الاحتفال بمرور ربع قرن على وفاة أحمد زكي أبوشادي رائد جماعة أبولو. شارك بشعره ومقالاته النقدية، كما قام بترجمة بعض القصائد، والتعريف بأصحابها، وذلك من خلال ما كان ينشره في باب ثمرات المطابع بمجلة أبولو.
شاعر ذاتي وجداني، يميل إلى الوصف واستحضار الصورة، مع قدرة على سبر أغوار المعاني، يمزج الذكرى بالإشادة والمدح، وله شعر في الحنين إلى مرابع الصبا، وذكريات الشباب. يميل إلى التأمل واستخلاص الحكم والاعتبار، يشيع في شعره عبق الرومانسيين، وأريج أصحاب جماعة أبولو. محب لوطنه وداع إلى رفعته، وممجد لانتصاراته. يتجه إلى الرمز وإسقاط ذاتيته على الأشياء مستثمرًا المجال الدلالي لتقنية الاستعارة. يتميز بطول نفسه الشعري، وطواعية لغته، وطلاقة خياله. التزم عمود الشعر في بناء قصائده. ترجمت قصيدته عن فينيسيا إلى الإيطالية والفرنسية.
أقامت رابطة الأدب الحديث حفلاً تكريميًا له عام 1971.

## شعره
له عدد من الدواوين منها:
- «الزورق الحالم» - دار المعارف - القاهرة 1936، وصدرت الطبعة الثانية عن الدار نفسها عام 1984،
- «موكب الذكريات» - دار المعارف - القاهرة 1980،
- «ثورة الحب» - مكتبة غريب - القاهرة 1985،
- «عطر الحب» - دار الحياة - القاهرة 1985،

ونشرت له مجلة أبولو العديد من القصائد.

## كتبه
له عدد من الدراسات في مجال الشعر والترجمة منها:
- رواد الشعر الحديث في مصر- مكتبة ومطبعة الطلبة - القاهرة 1934، وطبع في دار المعارف عام 1984،

نشرت له مجلة أبولو عددًا من المقالات منها:
- الأخلاق في شعر شوقي - المجلد الأول - ديسمبر 1932،
- الخيال الشعري عند العرب للشابي - المجلد الأول - مارس 1933،
- أمثال المتنبي وحياته بين الألم والأمل - المجلد الأول - أبريل 1933،
- قصة تولستوي «سعادة الأمير» - 1933،
- قصيدة شيلي «إلى قبرة» - مجلة أبولو - المجلد الأول - مارس 1933،
- مسرحية تاجر البندقية لشكسبير - دار المعارف 1963.